# Concarán
Concarán är en kommunhuvudort i Argentina.   Den ligger i provinsen San Luis, i den centrala delen av landet, 700 km väster om huvudstaden Buenos Aires. Concarán ligger 673 meter över havet och antalet invånare är 4 530.
Terrängen runt Concarán är platt. Runt Concarán är det mycket glesbefolkat, med 7 invånare per kvadratkilometer.. Närmaste större samhälle är Tilisarao, 19,7 km söder om Concarán.
Trakten runt Concarán består till största delen av jordbruksmark.